# Dunkers station
Dunkers station är en by och en tidigare järnvägsstation strax söder om Händösjön i Flens kommun. År 1995 avgränsade SCB en småort här, men till nästa folkräkning år 2000 upphörde statusen som småort.
Dunker var en station på Mellersta Södermanlands Järnväg som öppnade 1907 och lades ner 1964. Järnvägsspåren är numera upprivna och den gamla banvallen fungerar som gång- och cykelväg. Det gamla stationshuset finns fortfarande kvar och är idag privatbostad.